# Wolfsschlucht I

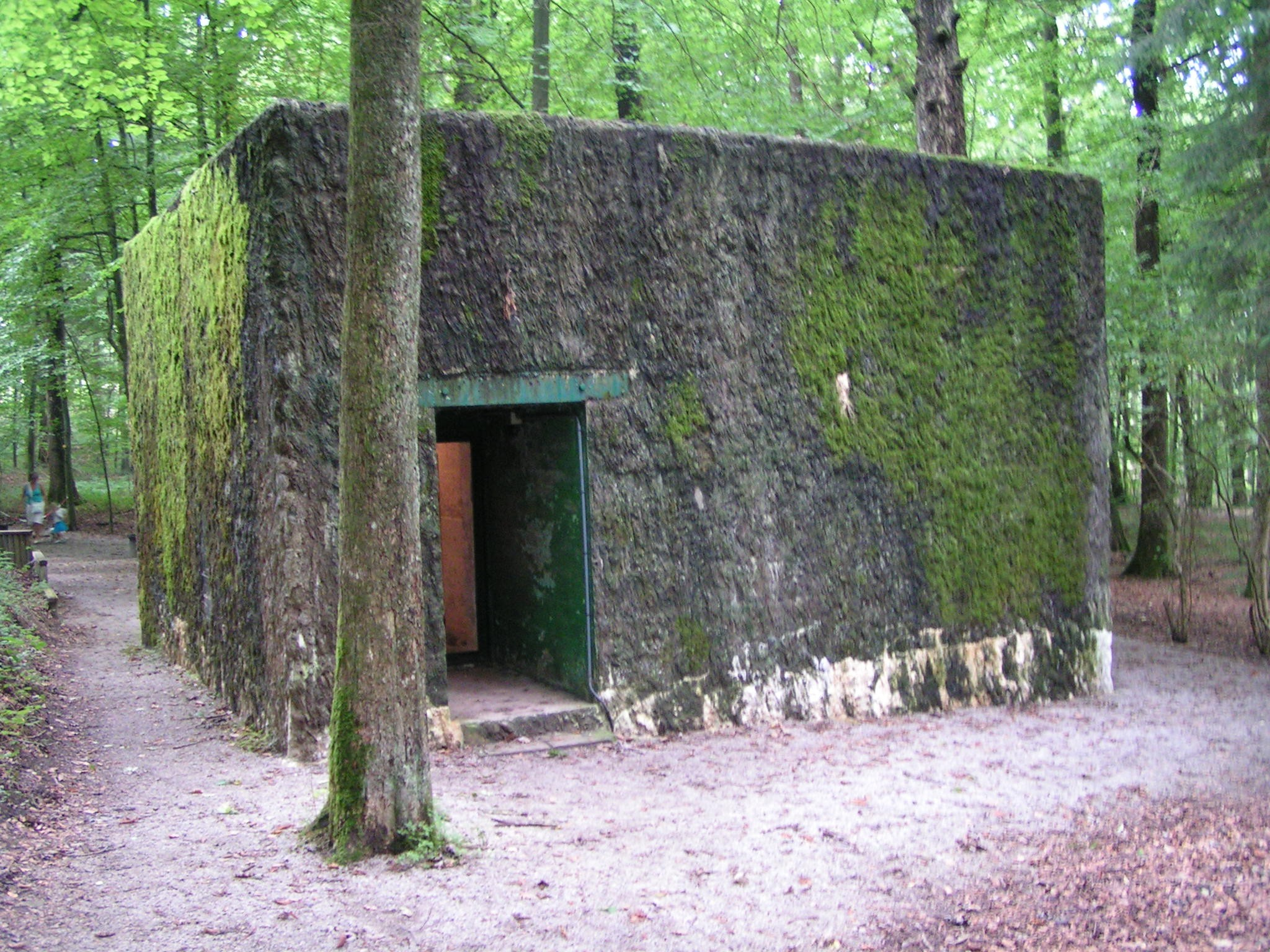
Een van de twee bunkers van het complex

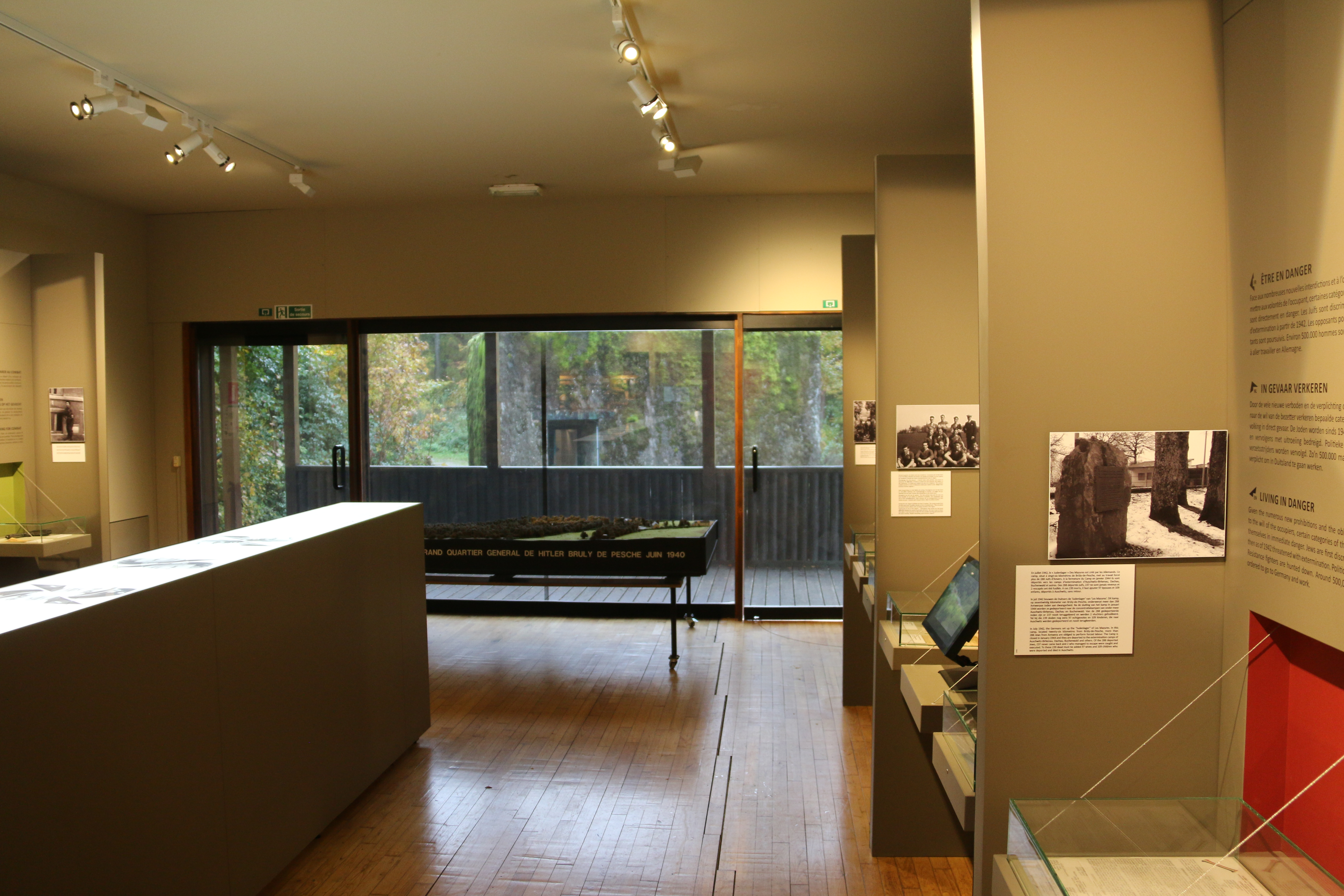
museum Brûly-de-Pesche 1940 - Tussen Bezetting en Verzet

Wolfsschlucht I (Nederlands: Wolfskloof) was de codenaam van een hoofdkwartier van Adolf Hitler. Wolfsschlucht was gelegen in Brûly-de-Pesche in het Belgische Couvin, dicht bij de Franse grens. Hitler verbleef hier tussen 6 en 28 juni 1940 tijdens de Slag om Frankrijk.
Er waren nog twee andere complexen die de naam Wolfsschlucht droegen: Wolfsschlucht II in Margival (Frankrijk) en Wolfsschlucht III bij Saint-Rimay.
Op de site bevindt zich het museum Brûly-de-Pesche 1940 - Tussen Bezetting en Verzet, dat in 1993 werd geopend en in 2015 een nieuwe museuminrichting kreeg. 